# NGC 4532
NGC 4532 is een onregelmatig sterrenstelsel in het sterrenbeeld Maagd. Het hemelobject werd op 13 april 1784 ontdekt door de Duits-Britse astronoom William Herschel.

## Synoniemen
- UGC 7726
- MCG 1-32-103
- ZWG 42.158
- VCC 1554
- IRAS12317+0644
- PGC 41811